# Relations sister×sister.
『relations sister×sister.』（リレーションズ シスター・シスター）は、2011年4月28日にAile（エール）から発売されたアダルトゲーム。

## 解説
両親の再婚により生活環境が大きく変わった少年とその周囲のヒロインたちとの騒動を描いた恋愛アドベンチャーゲーム。純愛系の学園ラブコメディを基調としているが、着衣ものを中心としたHシーンにも力が入っている。
前半はヒロインたちとの学園生活が描かれ、後半はヒロインと結ばれた後の様子が描かれている。

## あらすじ
10年前に母親を亡くした主人公・赤城 浩平。
ある日、父親が再婚することになり、浩平もさして反対はしなかったが、再婚相手の連れ子が浩平の通う学園の生徒であることが判明し、浩平の周囲が騒がしくなった。

## 登場人物
- 各キャラクターの名字は日本海軍の戦艦から採られている。

### メインキャラクター
赤城 浩平 （あかぎ こうへい）
声 : なし
主人公。ファミレス『ブラウ』でアルバイトしている。
赤城 香織 （あかぎ かおり）
声 : 岩田由貴
浩平の義母の連れ子で、義母の再婚後浩平の義姉となる。才色兼備で家事もできるが、あまりにも家事ができすぎてしまうため、千里から家事をしないように言われている。
赤城 千里 （あかぎ ちさと）
声 : 高田潤里
浩平の義母の連れ子で、義母の再婚後浩平の義妹となる。
異性に対して恐怖心を抱いていた。
伊勢 春佳 （いせ はるか）
声 : 松田理沙
浩平の幼馴染だが、近年は浩平の事を一方的に無視している。
霧島 静 （きりしま しずか）
声 : 大花どん
浩平の同級生兼バイト先の同僚。
山城 美沙 （やましろ みさ）
声 : 木村あやか
『ブラウ』オーナーの孫娘で、後に『ブラウ』にて浩平の部下としてアルバイトをすることになった。
上司である浩平に対しても横柄に接するが、いずみに対しては頭が上がらない。

### サブキャラクター
長門 いずみ （ながと - ）
声 : 井村屋ほのか
浩平のバイト先である『ブラウ』の店長。
穏やかな雰囲気を漂わせるが、たまに怒る。
加賀 亮太 （かが りょうた）
声 : ?

## スタッフ
- シナリオ:玉沢円、他
- 原画:かみやまねき
- 企画・プロデュース・ディレクション:みやび